# 6104 Takao
6104 Takao este un asteroid din centura principală de asteroizi.

## Descriere
6104 Takao este un asteroid din centura principală de asteroizi. A fost descoperit pe 16 aprilie 1993 la Kitami de Kin Endate și Kazuro Watanabe. El prezintă o orbită caracterizată de o semiaxă mare de 2,70 ua, o excentricitate de 0,09 și o înclinație de 2,4° în raport cu ecliptica.